# Metapenaeus bennettae
Metapenaeus bennettae är en kräftdjursart som beskrevs av Racek och Dall 1965. Metapenaeus bennettae ingår i släktet Metapenaeus och familjen Penaeidae. Inga underarter finns listade i Catalogue of Life.